# Parrocchia di Saint John (Dominica)

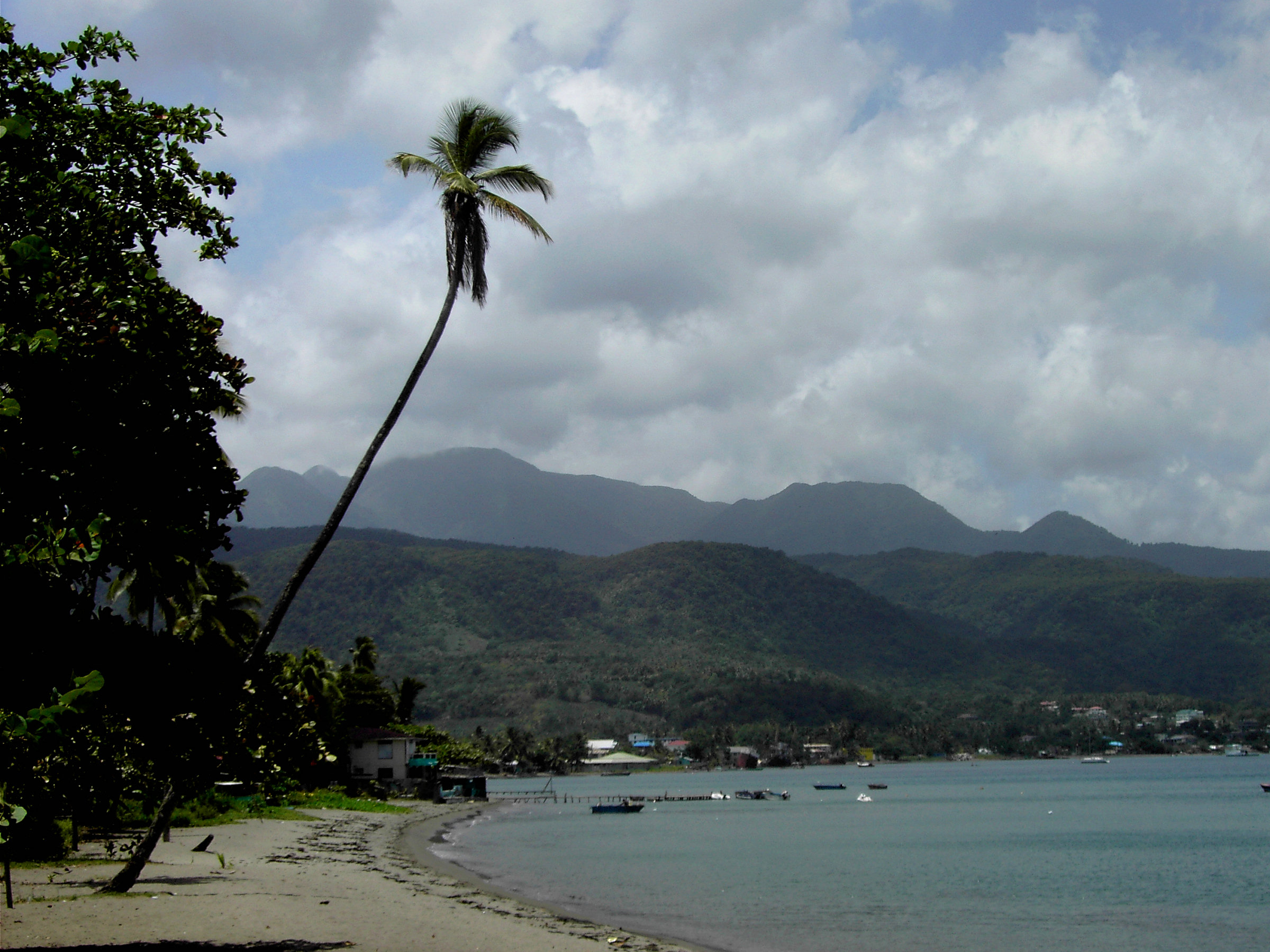
Prince Rupert Bay, Portsmouth

La parrocchia di Saint John si trova nella parte settentrionale dell'isola di Dominica e conta 6.561 abitanti.
Confina a est con Saint Andrew e a sud con Saint Peter.

## Località
Il centro più importante è Portsmouth (la seconda città più grande della Dominica), con 2.977 abitanti. Tra le altre località ci sono:
- Capucin
- Clifton
- Cottage
- Toucari
- Tanetane
- Bornes